# Signaturmelodi
Signaturmelodi (signaturmusik, titelmusik, vinjettmelodi, vinjettmusik) är ett musikstycke som spelas för att presentera till exempel ett radioprogram, ett TV-program eller en film. Oftast spelas signaturmelodin före och efter programmet eller filmen.
Ett besläktat begrepp är ledmotivet, som spelas i en film eller i en teaterpjäs när en viss person anländer, eller när en viss känsla skall förmedlas.
Många musikartister har särskilda, ibland informella signaturmelodier. Det handlar oftast om deras mest populära sånger. Även reklammusik kan ha liknande funktion, kopplat till en viss produkt eller ett visst varumärke.

## Exempel

### Exempel på kända signaturmelodier
- Allsång på Skansen - Stockholm i mitt hjärta
- Bamse - Bamses signaturmelodi ("Heja Bamse")
- Bert - Älskade ängel
- Familjen Flinta - Flintstones, meet the Flintstones (Flinta, möt vår Flinta)
- Ghostbusters - Spökligan - Ghostbusters
- Karusellen - Karusellen
- Lucky Luke - Bang Bang Lucky Luke (Pang Pang Lucky Luke, intro), Poor lonesome cowboy (Trött ensam cowboy, slut)
- Macken - Macken
- Piff och Puff – Räddningspatrullen - Räddningspatrullen (Här kommer Piff och Puff)
- Pinocchio (tecknad film) - When You Wish Upon a Star (Ser du stjärnan i det blå?)
- Pippi Långstrump - Här kommer Pippi Långstrump
- Robin Hood - O-de-lally.
- Robin Hood: Prince of Thieves - (Everything I Do) I Do It for You.
- Simpsons - Simpsons theme song
- Titanic - My Heart Will Go On

### Exempel på kända signaturmelodier utan officiell sångtext
- Alfons Åberg. På kassettbanden används dock även en annan melodi, till vilken det sjungs "Tralalalala Alfons Åberg känner alla".
- Björnes magasin (skriven av Anders Henriksson.)
- Dallas
- Radiosporten (Mucho gusto av och med Percy Faith har fått en inofficiell sångtext, Bara sport)
- Rederiet